# جون مايرز (مقدم برامج إذاعية)
جون مايرز (بالإنجليزية: John Myers)‏ هو مقدم برامج إذاعية بريطاني، ولد في 1959 في كارلايل في المملكة المتحدة، وتوفي في 1 يونيو 2019 بسبب سرطان.

## وصلات خارجية
- الموقع الرسمي